# Neochoráki (ort i Grekland, Västra Makedonien)
Neochoráki (Neochoraki, Neokazi) är en ort i Grekland.   Den ligger i prefekturen Nomós Florínis och regionen Västra Makedonien, i den norra delen av landet, 400 km nordväst om huvudstaden Aten. Neochoráki ligger 631 meter över havet och antalet invånare är 485.
Terrängen runt Neochoráki är platt åt nordväst, men åt sydost är den kuperad.Runt Neochoráki är det ganska glesbefolkat, med 25 invånare per kvadratkilometer. Närmaste större samhälle är Florina, 12,3 km väster om Neochoráki. Trakten runt Neochoráki består till största delen av jordbruksmark.